# Kozarci
Kozarci su naseljeno mjesto u gradu Zenici, Federacija Bosne i Hercegovine, BiH.
Nalaze se na obali rječice Kočeve, na regionalnoj cesti R603 prema Han Biloj.

## Stanovništvo

### 1971.
Nacionalni sastav stanovništva 1971. godine, bio je sljedeći:
ukupno: 520
- Muslimani - 360 (69,23%)
- Srbi - 82 (15,77%)
- Hrvati - 78 (15,00%)

### 1981.
Nacionalni sastav stanovništva 1981. godine, bio je sljedeći:
ukupno: 445
- Muslimani - 320 (71,91%)
- Srbi - 69 (15,51%)
- Hrvati - 43 (9,66%)
- Jugoslaveni - 13 (2,92%)

### 1991.
Nacionalni sastav stanovništva 1991. godine, bio je sljedeći:
ukupno: 506
- Muslimani - 375 (74,11%)
- Srbi - 58 (11,46%)
- Hrvati - 45 (8,89%)
- Jugoslaveni - 6 (1,19%)
- ostali, neopredijeljeni i nepoznato - 22 (4,35%)

### 2013.
Nacionalni sastav stanovništva 2013. godine, bio je sljedeći:
ukupno: 543
- Bošnjaci - 531 (97,79%)
- Hrvati - 7 (1,29%)
- Srbi - 3 (0,55%)
- ostali, neopredijeljeni i nepoznato - 2 (0,37%)